# Melitón Albañez
Melitón Albañez fue un militar mexicano que participó en la Revolución mexicana. Nació en el pueblo de El Pescadero, Baja California Sur, aparentemente en 1880. Minero de Cananea, Sonora, participó en la Huelga de Cananea de 1906. Se unió a las fuerzas revolulcionarias y luchó contra Victoriano Huerta, distinguiéndose como Jefe de Batallón en el Combate de Santa Rosa y el Combate de Santa María. Llegó a ser el Segundo del General Manuel M. Diéguez en la División de Occidente. Después de la Convención de Aguascalientes figuró al lado del General Álvaro Obregón. Posteriormente fue Jefe de Operaciones de Jalisco y Michoacán. Murió el 2 de octubre de 1917 a las 5:30 de la mañana, cuando encabezaba una fallida campaña contra el rebelde michoacano José Inés Chávez García. La XXVII Legislatura del Congreso de la Unión lo llamó valiente y ameritado Jefe en 1917.